# جيرالد باومغارتنر
جيرالد باومغارتنر (بالألمانية: Gerald Baumgartner)‏ (14 نوفمبر 1964 في النمسا - ) هو مدرب كرة قدم ولاعب كرة قدم نمساوي في مركز الوسط. لعب مع أوستريا فيينا وفيرست فيينا ونادي ريد بل سالزبورغ ونادي رييد وUnion Vöcklamarkt ‏ وفورفرتس اشتاير ‏.

## وصلات خارجية
- جيرالد باومغارتنر على موقع قاعدة بيانات كرة القدم.إي يو (الإنجليزية)
- جيرالد باومغارتنر على موقع Soccerway.com (الإنجليزية)
- جيرالد باومغارتنر على موقع عالم كرة القدم.نت (الإنجليزية)